# اس‌ام‌اس تگتهاف (۱۹۱۲)
اس‌ام‌اس تگتهاف (۱۹۱۲) (به انگلیسی: SMS Tegetthoff (1912)) یک کشتی بود که طول آن ۱۵۲ متر (۴۹۸ فوت ۸ اینچ) بود. این کشتی در سال ۱۹۱۲ ساخته شد.